# A Little Piece (singel)
A Little Piece – singel Dave’a Gahana, frontmana i wokalisty Depeche Mode, promujący album Paper Monsters, nagrania live dokonano podczas koncertu w Paryżu (Francja) 5 lipca 2003.

## Wydany w krajach
- Wielka Brytania (DVD, mp3)

## Informacje
- Nagrano w Paryżu
- Produkcja
- Teksty i muzyka: David Gahan i Knoxx Chandler

## WydaniaMute
- numer katalogowy: IDVD STUMM 216, wydany kiedy, format: mp3, kraj: Wielka Brytania:
  1. A Little Piece live – 6:26